# American Journal of Botany
Pour les articles homonymes, voir AJB.
L’American Journal of Botany (abrégé en Am. J. Bot.) est une revue scientifique américaine qui publie des travaux de recherche sur tous les aspects de la biologie végétale.
Elle est éditée mensuellement par la Société américaine de botanique depuis 1914.